# بلی کامن (لوچانی)
بلی کامن (به صربی: Beli Kamen) یک منطقهٔ مسکونی در صربستان است که در لوچانی واقع شده‌است. بلی کامن ۱۲٫۰۸ کیلومتر مربع مساحت و ۴۶۶ نفر جمعیت دارد و ۹۲۰ متر بالاتر از سطح دریا واقع شده‌است.